# (3424) Nušl
(3424) Nušl – planetoida z pasa głównego asteroid okrążająca Słońce w ciągu 4 lat i 25 dni w średniej odległości 2,55 j.a. Została odkryta 14 lutego 1982 roku w Obserwatorium Kleť w pobliżu Czeskich Budziejowic przez Ladislava Brožka. Nazwa planetoidy pochodzi od Františka Nušla (1867-1951), czeskiego astronoma i matematyka. Przed nadaniem nazwy planetoida nosiła oznaczenie tymczasowe (3424) 1982 CD.